# Discografia di Robin Thicke
La discografia del cantante statunitense Robin Thicke, consiste in sette album studio, ventisei singoli e venti video musicali.
L'album di debutto, A Beautiful World, viene pubblicato nel 2003. Dall'album vengono estratti due singoli, tra cui la hit When I Get You Alone. Nel 2006 viene pubblicato The Evolution of Robin Thicke, certificato disco di platino negli Stati Uniti. Dall'album vengono estratti quattro singoli, tra cui la ballad Lost Without U.
Il terzo album Something Else viene pubblicato nel settembre 2008, anticipato dal singolo Magic. Nel dicembre 2009 viene pubblicato il quarto album Sex Therapy, anticipato dall'omonimo singolo, primo dei quattro singoli estratti.
Il quinto album Love After War viene pubblicato nel dicembre 2011, anticipato dall'omonimo singolo.
Nel 2013 viene pubblicato singolo Blurred Lines, che diventa una hit raggiungendo la posizione numero uno in molti paesi del mondo, diventando il singolo di maggior successo di Thicke. Il singolo è incluso nel sesto ed omonimo album.
Anticipato dal singolo Get Her Back, nel luglio 2014 viene pubblicato il settimo album intitolato Paula.

## Album

### Album in studio
| Titolo                                                                                 | Dettagli | Posizione in classifica | Posizione in classifica | Posizione in classifica | Posizione in classifica | Posizione in classifica | Posizione in classifica | Posizione in classifica | Posizione in classifica | Posizione in classifica | Posizione in classifica | Vendite         | Certificazioni                                               |
| Titolo                                                                                 | Dettagli | US                      | US R&B                  | AUS                     | CAN                     | FRA                     | IRL                     | NLD                     | NZ                      | SWI                     | UK                      | Vendite         | Certificazioni                                               |
| -------------------------------------------------------------------------------------- | --- | ----------------------- | ----------------------- | ----------------------- | ----------------------- | ----------------------- | ----------------------- | ----------------------- | ----------------------- | ----------------------- | ----------------------- | --------------- | ------------------------------------------------------------ |
| A Beautiful World                                                                      | - Pubblicazione: 15 aprile 2003 (US) - Etichetta: NuAmerica, Interscope - Formato: CD, digital download        | 152                     | —                       | —                       | —                       | —                       | —                       | 36                      | —                       | —                       | —                       | - US: 63,000    |                                                              |
| The Evolution of Robin Thicke                                                          | - Pubblicazione: 3 ottobre 2006 (US) - Etichetta: Star Trak, Interscope - Formato: CD, \|LP, digital download  | 5                       | 1                       | —                       | —                       | 184                     | —                       | 60                      | —                       | —                       | 30                      | - US: 1.500.000 | - RIAA: Platino                                              |
| Something Else                                                                         | - Pubblicazione: 30 settembre 2008 (US) - Etichetta: Star Trak, Interscope - Formato: CD, LP, digital download | 3                       | 3                       | —                       | 26                      | 92                      | —                       | 25                      | —                       | 65                      | 83                      | - US: 500.000   | - RIAA: Oro                                                  |
| Sex Therapy                                                                            | - Pubblicazione: 15 dicembre 2009 (US) - Etichetta: Star Trak, Interscope - Formato: CD, digital download      | 9                       | 2                       | —                       | —                       | —                       | —                       | —                       | —                       | —                       | —                       | - US: 500.000   | - RIAA: Oro                                                  |
| Love After War                                                                         | - Pubblicazione: 6 dicembre 2011 (US) - Etichetta: Star Trak, Geffen - Formato: CD, digital download           | 22                      | 6                       | —                       | —                       | —                       | —                       | —                       | —                       | —                       | —                       | - US: 206.000   |                                                              |
| Blurred Lines                                                                          | - Pubblicazione: 30 luglio 2013 (US) - Etichetta: Star Trak, Interscope - Formato: CD, digital download        | 1                       | 1                       | 4                       | 1                       | 10                      | 5                       | 3                       | 5                       | 1                       | 1                       | - US: 731.000   | - RIAA: Oro - BPI: Oro - IFPI SWI: Oro - MC: Oro - SNEP: Oro |
| Paula                                                                                  | - Pubblicazione: 1º luglio 2014 (US) - Etichetta: Star Trak, Interscope - Formato: CD, digital download        |                         |                         |                         |                         |                         |                         |                         |                         |                         |                         |                 |                                                              |
| "—" indica che non è entrato in classifica o non è stato pubblicato in quel territorio | |                         |                         |                         |                         |                         |                         |                         |                         |                         |                         |                 |                                                              |

## Singoli

### Solista
| Titolo                                                                                 | Anno | Posizione più alta | Posizione più alta | Posizione più alta | Posizione più alta | Posizione più alta | Posizione più alta | Posizione più alta | Posizione più alta | Posizione più alta | Posizione più alta | Certificazione | Album                         |
| Titolo                                                                                 | Anno | US                 | US R&B             | AUS                | CAN                | FRA                | IRL                | NLD                | NZ                 | SWI                | UK                 | Certificazione | Album                         |
| -------------------------------------------------------------------------------------- | ---- | ------------------ | ------------------ | ------------------ | ------------------ | ------------------ | ------------------ | ------------------ | ------------------ | ------------------ | ------------------ | --- | ----------------------------- |
| When I Get You Alone                                                                   | 2003 | —                  | —                  | 17                 | —                  | —                  | —                  | 5                  | 8                  | 62                 | —                  | - ARIA: Oro | A Beautiful World             |
| Brand New Jones                                                                        | 2003 | —                  | —                  | —                  | —                  | —                  | —                  | —                  | —                  | —                  | —                  | | A Beautiful World             |
| Wanna Love You Girl (featuring Pharrell)                                               | 2005 | —                  | 65                 | —                  | —                  | —                  | —                  | —                  | —                  | —                  | —                  | | The Evolution of Robin Thicke |
| Lost Without U                                                                         | 2007 | 14                 | 1                  | —                  | —                  | 54                 | 46                 | —                  | 37                 | —                  | 11                 | - RIAA: Platino | The Evolution of Robin Thicke |
| Can U Believe                                                                          | 2007 | 99                 | 15                 | —                  | —                  | —                  | —                  | —                  | —                  | —                  | —                  | | The Evolution of Robin Thicke |
| Got 2 Be Down (featuring Faith Evans)                                                  | 2007 | —                  | 60                 | —                  | —                  | —                  | —                  | —                  | —                  | —                  | —                  | | The Evolution of Robin Thicke |
| Magic                                                                                  | 2008 | 59                 | 6                  | —                  | 60                 | —                  | —                  | 33                 | —                  | 64                 | 95                 | | Something Else                |
| The Sweetest Love                                                                      | 2008 | —                  | 20                 | —                  | —                  | —                  | —                  | —                  | —                  | —                  | —                  | | Something Else                |
| Dreamworld                                                                             | 2009 | —                  | —                  | —                  | —                  | —                  | —                  | —                  | —                  | —                  | —                  | | Something Else                |
| Sex Therapy                                                                            | 2009 | 54                 | 1                  | —                  | —                  | —                  | —                  | —                  | —                  | —                  | —                  | | Sex Therapy: The Session      |
| Rollacoasta (featuring Estelle)                                                        | 2010 | —                  | —                  | —                  | —                  | —                  | —                  | —                  | —                  | —                  | —                  | | Sex Therapy: The Session      |
| It's in the Mornin' (featuring Snoop Dogg)                                             | 2010 | —                  | 25                 | —                  | —                  | —                  | —                  | —                  | —                  | —                  | —                  | | Sex Therapy: The Session      |
| Shakin' It 4 Daddy (featuring Nicki Minaj)                                             | 2011 | —                  | —                  | —                  | —                  | —                  | —                  | —                  | —                  | —                  | —                  | | Sex Therapy: The Session      |
| Love After War                                                                         | 2011 | —                  | 14                 | —                  | —                  | —                  | —                  | —                  | —                  | —                  | —                  | | Love After War                |
| Pretty Lil' Heart (featuring Lil Wayne)                                                | 2011 | —                  | 51                 | —                  | —                  | —                  | —                  | —                  | —                  | —                  | —                  | | Love After War                |
| All Tied Up                                                                            | 2012 | —                  | 23                 | —                  | —                  | —                  | —                  | —                  | —                  | —                  | —                  | | Love After War                |
| Exhale (Shoop Shoop)                                                                   | 2012 | —                  | —                  | —                  | —                  | —                  | —                  | —                  | —                  | —                  | —                  | | No singolo da album           |
| Blurred Lines (featuring T.I. & Pharrell)                                              | 2013 | 1                  | 1                  | 1                  | 1                  | 1                  | 1                  | 1                  | 1                  | 1                  | 1                  | - RIAA: 6× Platino - ARIA: 9× Platino - BPI: 3× Platino - IFPI SWI: Platino - MC: 6× Platino - RMNZ: 5× Platino - SNEP: Diamante | Blurred Lines                 |
| For the Rest of My Life                                                                | 2013 | —                  | 42                 | —                  | —                  | 82                 | —                  | —                  | —                  | —                  | —                  | | Blurred Lines                 |
| Give It 2 U (featuring Kendrick Lamar)                                                 | 2013 | 25                 | 7                  | 41                 | 27                 | 53                 | 49                 | —                  | 29                 | —                  | 15                 | | Blurred Lines                 |
| Feel Good                                                                              | 2013 | —                  | —                  | —                  | —                  | 137                | —                  | —                  | —                  | —                  | —                  | | Blurred Lines                 |
| Get Her Back                                                                           | 2014 | 82                 | 25                 | —                  | —                  | —                  | —                  | —                  | —                  | —                  | —                  | | Paula                         |
| Morning Sun                                                                            | 2015 | —                  | —                  | —                  | —                  | —                  | —                  | —                  | —                  | —                  | —                  | | Morning Sun                   |
| Back Together (featuring Nicki Minaj)                                                  | 2015 | —                  | —                  | —                  | —                  | 144                | —                  | —                  | —                  | —                  | —                  | | Morning Sun                   |
| "—" indica che non è entrato in classifica o non è stato pubblicato in quel territorio |      |                    |                    |                    |                    |                    |                    |                    |                    |                    |                    | |                               |

### Come ospite
| Shooter (Lil Wayne featuring Robin Thicke)                                             | 2006 | —   | 97 | Tha Carter II   |
| Somebody to Love (Leighton Meester featuring Robin Thicke)                             | 2009 | 111 | —  | Love Is a Drug  |
| Fall Again (Kenny G featuring Robin Thicke)                                            | 2010 | —   | —  | Heart and Soul  |
| Calling All Hearts (DJ Cassidy featuring Jessie J & Robin Thicke)                      | 2014 | —   | —  | Paradise Royale |
| I Don't Like It, I Love It (Flo Rida featuring Robin Thicke & Verdine White)           | 2015 | —   | —  | My House        |
| "—" indica che non è entrato in classifica o non è stato pubblicato in quel territorio |      |     |    |                 |

## Altre canzoni in classifica
| Titolo                                                 | Anno | Posizione massima | Album                           |
| Titolo                                                 | Anno | US R&B            | Album                           |
| ------------------------------------------------------ | ---- | ----------------- | ------------------------------- |
| Follow My Lead (50 Cent featuring Robin Thicke)        | 2006 | 118               | Curtis                          |
| You're My Baby                                         | 2008 | 91                | Something Else                  |
| Side Step                                              | 2008 | 121               | Something Else                  |
| Dreamworld                                             | 2008 | 110               | Something Else                  |
| Tie My Hands (Lil Wayne featuring Robin Thicke)        | 2008 | 103               | Tha Carter III / Something Else |
| Things You Make Me Do (Ashanti featuring Robin Thicke) | 2008 | 106               | The Declaration                 |
| Lay Back (Rick Ross featuring Robin Thicke)            | 2009 | 111               | Deeper Than Rap                 |
| Million Dolla Baby (featuring Jazmine Sullivan)        | 2009 | 102               | Sex Therapy                     |